# Micklethwaite
Micklethwaite – osada w Anglii, w hrabstwie West Yorkshire, w dystrykcie Bradford, w civil parish Bingley. Leży 10 km od miasta Bradford. Micklethwaite jest wspomniana w Domesday Book (1086) jako Muceltuit/Muceltuoit.